# Opel Mokka A
La prima generazione della Opel Mokka, ribattezzata nel 2016 Mokka X in seguito a un restyling, è stata prodotta dalla casa automobilistica tedesca Opel dal 2012 al 2019.

## Storia

### Debutto
È stata presentata per la prima volta al pubblico nel marzo 2012, in occasione del Salone dell'automobile di Ginevra, e sancisce il debutto del marchio di Rüsselsheim nel segmento dei SUV compatti. Per l'avvio della commercializzazione effettiva, però, la data è stata spostata di oltre sei mesi, e più precisamente al 6 ottobre 2012, quando anche il Salone dell'automobile di Parigi è arrivato alle sue battute finali.
La vettura, all'epoca parte del gruppo statunitense General Motors, era commercializzata in Europa con il marchio Opel, nel Regno Unito come Vauxhall Mokka, in Nordamerica e Cina come Buick Encore.

#### Design esterno e interno

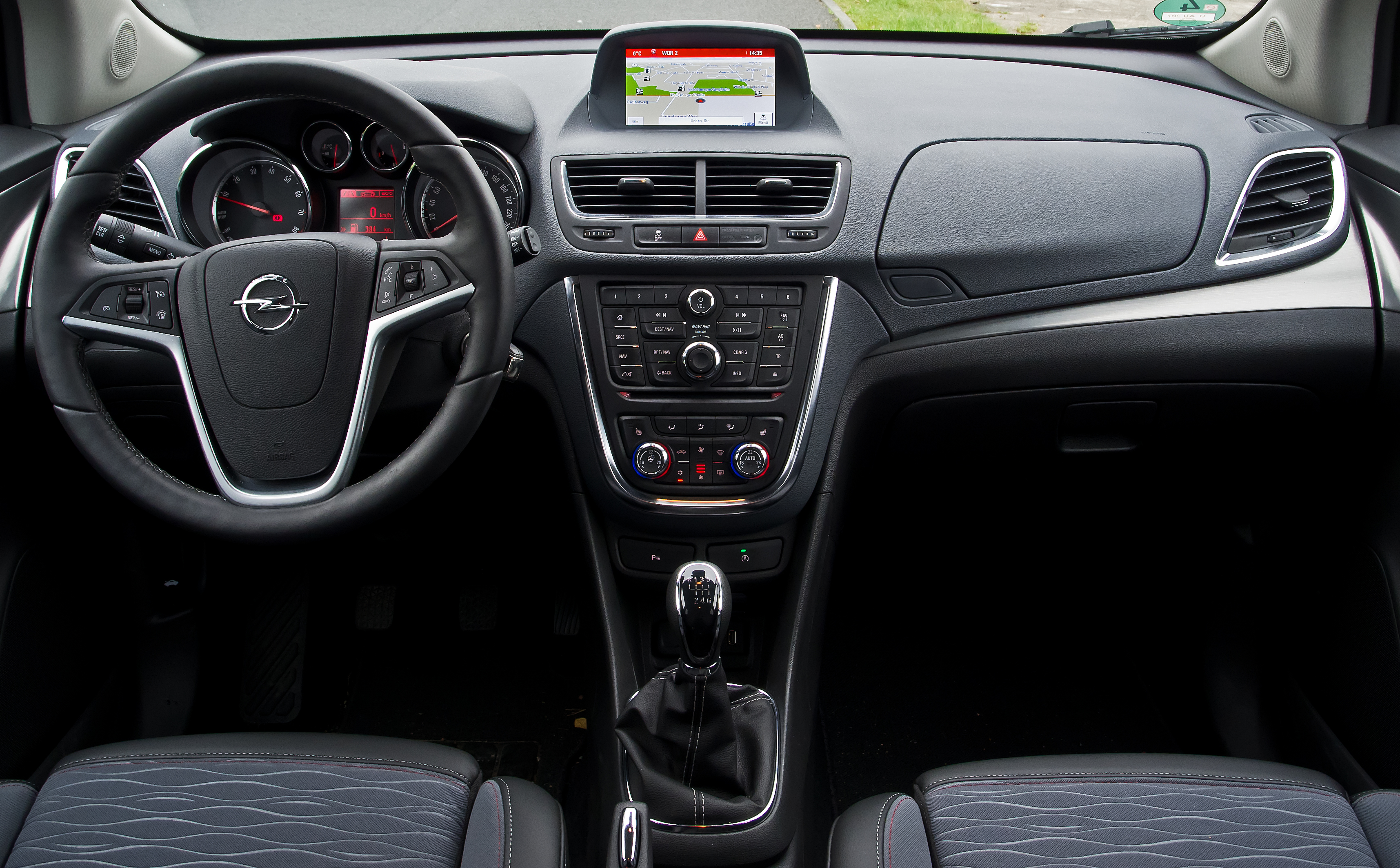
Interni di una Mokka

Esternamente la Mokka riprende in chiave leggermente più moderna l'impostazione del corpo vettura tipico della sorella maggiore Antara, della quale per molti versi appare come una versione in scala ridotta.
La parte più caratterizzante è quella relativa al frontale, dominato dai grandi gruppi ottici che stilisticamente ricordano molto quelli della berlina Insignia, ma anche quelli della "media" Astra. Il frontale è caratterizzato da una imponente calandra e da un massiccio scudo paraurti, in gran parte non verniciato e che integra gli alloggiamenti laterali per i fendinebbia. La vista laterale è invece quella che consente di scorgere il lavoro svolto dagli stilisti per conferire un pizzico di grinta al corpo vettura. La zona sottoporta è rivestita in plastica grezza, mentre poco sopra si scorge la nervatura laterale tipica del corso stilistico della Opel intrapreso già da qualche anno e che aveva debuttato cinque anni prima con il lancio dell'Insignia. La coda è caratterizzata da un lunotto non molto ampio e da un portellone che nella zona inferiore va a incassarsi nel resto della coda e non ne segue il profilo naturale. Anche qui, il grande e massiccio paraurti è per la maggior parte in plastica grezza, ma con in più anche un parasassi che emerge dalla zona centrale del paraurti.
L'abitacolo è progettato per tenere conto di ergonomia e comfort. I sedili sono certificati AGR (Aktion Gesunder Rücken e.V., un team di specialisti nel campo della salute posturale). Il posto guida è alto e confortevole e consente una buona visuale della strada. Sono presenti anche 19 vani portaoggetti di varie dimensioni.

#### Struttura, meccanica e motori
La Mokka sfrutta la piattaforma modulare GM Gamma II, già utilizzata ad esempio nella seconda generazione della Aveo e peraltro condivisa anche con il crossover Trax, anch'esso esordiente nell'autunno 2012. Perciò si ritrovano soluzioni già viste in altri modelli del gruppo GM, come ad esempio l'avantreno di tipo MacPherson e il retrotreno a ruote interconnesse. Il passo è stato allungato di 3 cm.
Al suo debutto è disponibile in tre motorizzazioni, di cui due benzina e una diesel:
- 1.4 16V Turbo: è il motore A14NET da 140 CV con turbocompressore. È lo stesso attualmente in uso su numerosi modelli Opel (tutta la gamma Astra e la Zafira);
- 1.6 16V: si tratta del motore A16XER da 115 CV utilizzato in passato sulla Astra;
- 1.7 CDTI: turbodiesel common rail da 130 CV già usato su altre vetture della casa come la Corsa, Astra e Meriva.

A seconda delle motorizzazioni è disponibile con trazione anteriore (2WD) o integrale (4WD). Il 1.6 è disponibile solo nella versione 2WD, mentre le altre motorizzazioni sono disponibili sia 2WD che 4WD.
Nel caso di versione con trazione 4x4, fornisce il sistema Adaptive 4x4 Allradantrieb, vale a dire un sistema "intelligente" che inserisce la trazione al retrotreno solo in caso di fondo sdrucciolevole o accidentato, ma che in condizioni normali indirizza la coppia motrice esclusivamente sull'asse anteriore.
Il cambio di serie è manuale a cinque rapporti per il 1.6, e manuale a sei rapporti per gli altri motori. A richiesta per le versioni 2WD con motori 1.4 T e 1.7 CDTI il cambio automatico a sei rapporti.

#### Allestimenti
Gli allestimenti sono tre, il base, l'intermedio Ego e il più ricco e accessoriato Cosmo. Di serie per tutte le versioni il clima (automatico bizona per la Cosmo), il cruise control, l'ESP, 6 airbag, i fendinebbia, la radio CD MP3 con 7 casse. La versione Cosmo offre di serie gli interni misto pelle/tessuto e i cerchi in lega da 18 pollici bruniti.
A richiesta è possibile avere il navigatore con comandi vocali e telecamera posteriore, i fari bixeno autoadattivi, l'Opel Eye di seconda generazione e gli interni in pelle. Per quanto riguarda gli accessori più particolari, merita una menzione il sistema FlexFix che consente il trasporto di più biciclette, le quali possono essere fissate su un cassettino estraibile dal paraurti posteriore, cassettino che costituisce appunto il sistema FlexFix.

### Produzione

#### I primi anni
Il progetto che ha portato alla nascita della vettura è stato coordinato dalla General Motors in maniera tale da poter proporre la vettura nei diversi marchi tradizionalmente legati ai principali mercati. Il sito produttivo principale è stato fissato presso lo stabilimento Bupyeong-Gu, che una volta apparteneva alla Daewoo e oggi è noto invece come GM Korea. Per il mercato cinese è stato attivato anche lo stabilimento GM di Shanghai. La produzione è partita a settembre 2012. Le prime consegne avvengono a partire dal novembre dello stesso anno.
La Mokka viene prodotta anche in Europa, a partire dalla seconda metà del 2014, nello stabilimento della Opel a Saragozza, in Spagna. La prima tappa evolutiva della gamma si ha all'inizio del 2014, quando debutta la versione bi-fuel, spinta dal già noto 1.4 Turbo da 140 CV, ma in questo caso alimentato a benzina o a GPL.
Nella primavera del 2015, invece, al 1.7 CDTI da 130 CV si aggiunge il più moderno motore 1.6 CDTI da 136 CV, destinato a soppiantare la meno recente unità di origine Isuzu nel corso dell'estate dello stesso anno. Sempre nell'estate del 2015, arriva una versione depotenziata del 1.6 a gasolio, versione che in questo caso si ferma a 110 CV di potenza massima. Tale versione, inizialmente non prevista per tutti i mercati europei, si espanderà rapidamente a livello europeo nel corso della seconda metà dell'anno.

#### Restyling 2016: la Mokka X

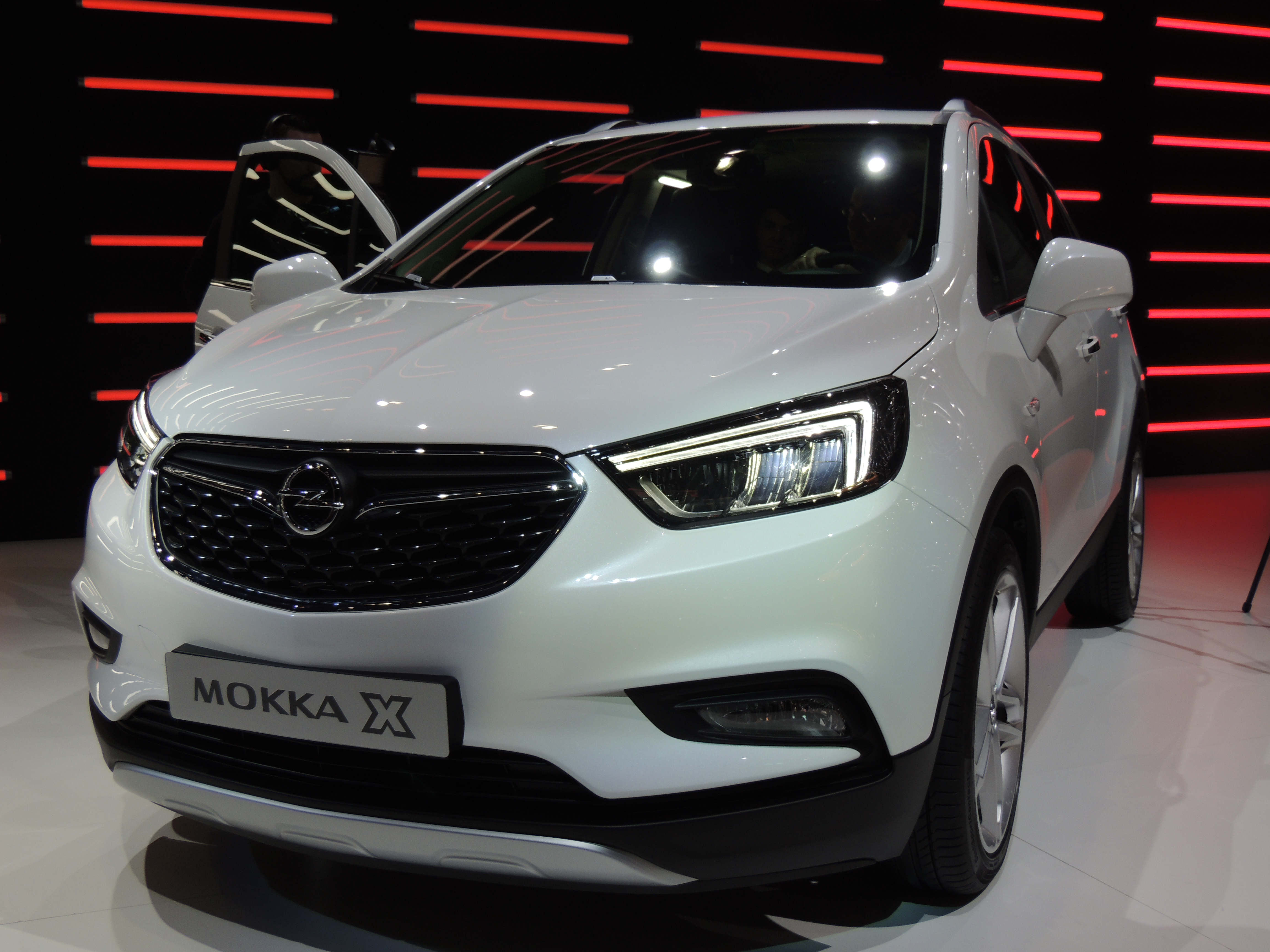
Opel Mokka X al salone di Ginevra del 2016

Al Salone dell'automobile di Ginevra del 2016 viene presentato un restyling del modello, che diventa Mokka X (la lettera X da questo momento in poi caratterizzerà tutte le future SUV della casa tedesca).
Oltre al cambio di nome, mascherina e fari vengono ridisegnati: quest'ultimi adottano ora la tecnologia AFL (Adaptive Forward Lighting), composto da un sensore interno che adatta il fascio luminoso in base a vari fattori (carico dell'auto, presenza o meno di veicoli che sopraggiungono in senso opposto, ecc). Nuova anche la plancia con il sistema di infotainment Intellilink con Android Auto o Apple CarPlay e anche lo schermo touch da 7 o 8 pollici.
Invariati anche i motori tranne per l'inserimento del nuovo 1.4 turbo benzina a iniezione diretta da 152 CV. Tale motore resterà in listino per circa due anni, e precisamente fino al giugno del 2018 quando verrà eliminato dalla gamma motori in favore di motorizzazioni meno brillanti ma più parche nei consumi. In questo periodo viene infatti introdotta la Mokka X con motore 1.4 turbo da 120 CV, una motorizzazione a iniezione indiretta basata sui vecchi 1.4 della serie Family 0, ma rivisitata in maniera da soddisfare già la normativa Euro 6D-temp, in vigore a partire dal settembre 2019. Tale motorizzazione è invece destinata a sostituire l'ormai vetusto 1.6 aspirato da 115 CV, di origine Family I e quindi progettualmente risalente alla fine degli anni '80 del secolo scorso.
La produzione della Mokka X termina nel giugno del 2019.

### Riepilogo caratteristiche
Ecco le motorizzazioni con cui la Mokka viene offerta nel mercato italiano:
| Opel Mokka A (2012-19)           |        |            |                                           |                |                |           |                       |                    |              |                     |                    |                      |                    |
| Modello                          | Motore | Cilindrata | Alimentazione                             | Potenza CV/rpm | Coppia Nm/rpm  | Trazione  | Cambio/ Nº rapporti   | Massa a vuoto (kg) | Velocità max | Acceler. 0–100 km/h | Consumo (l/100 km) | Emissioni CO2 (g/km) | Anni di produzione |
| Versioni a benzina               |        |            |                                           |                |                |           |                       |                    |              |                     |                    |                      |                    |
| Mokka 1.4 16v Turbo (120 CV)     | D14NEL | 1364       | Iniezione indiretta, turbocompressore     | 120/ 4800-6000 | 175/ 2000-2250 | Anteriore | Manuale 6 marce       | 1.319              | 185          | 10"9                | 6,6                | 150                  | 03/2018-06/2019    |
| Mokka 1.4 16v Turbo (140 CV)     | A14NET | 1364       | Iniezione indiretta, turbocompressore     | 140/4900       | 200/ 1850-4900 | Anteriore | Manuale 6 marce       | 1.319              | 196          | 9"9                 | 6                  | 139                  | 06/2012-09/2016    |
| Mokka 1.4 16v Turbo (140 CV)     | B14NET | 1364       | Iniezione indiretta, turbocompressore     | 140/4900       | 200/ 1850-4900 | Anteriore | Manuale 6 marce       | 1.319              | 196          | 9"9                 | 6                  | 139                  | 09/2016-06/2019    |
| Mokka 1.4 16V Turbo 4x4          | A14NET | 1364       | Iniezione indiretta, turbocompressore     | 140/4900       | 200/ 1850-4900 | Integrale | Manuale 6 marce       | 1.370              | 186          | 9"9                 | 6.4                | 149                  | 06/2012-09/2016    |
| Mokka 1.4 16V Turbo 4x4          | B14NET | 1364       | Iniezione indiretta, turbocompressore     | 140/4900       | 200/ 1850-4900 | Integrale | Manuale 6 marce       | 1.370              | 186          | 9"9                 | 6.4                | 149                  | 09/2016-06/2019    |
| Mokka 1.4 Direct Injection Turbo | B14XFT | 1399       | Iniezione diretta, turbocompressore       | 152/ 5000-5600 | 235/ 1850-4900 | Integrale | Automatico 6 rapporti | 1.406              | 193          | 9"7                 | 6,5                | 150                  | 09/2016-06/2018    |
| Mokka 1.6 16V                    | A16XER | 1598       | Iniezione indiretta                       | 115/6000       | 155/4000       | Anteriore | Manuale 5 marce       | 1.280              | 170          | 12"5                | 6.5                | 153                  | 06/2012-03/2018    |
| Mokka 1.8                        | A18XER | 1796       | Iniezione indiretta                       | 140/6200       | 178/3800       | Anteriore | Manuale 5 marce       | -                  | 180          | 10"9                | 7,1                | 165                  | 04/2013-08/2015    |
| Versioni a gasolio               |        |            |                                           |                |                |           |                       |                    |              |                     |                    |                      |                    |
| 1.6 CDTI (110 CV)                | B16DTL | 1598       | Turbodiesel iniezione diretta common rail | 110/4000       | 300/ 2000-2250 | Anteriore | Manuale 6 marce       | 1.374              | 178          | 12"5                | 4,3                | 114                  | 06/2015-06/2019    |
| 1.6 CDTI (136 CV)                | B16DTH | 1598       | Turbodiesel iniezione diretta common rail | 136/ 3500-4000 | 320/2000       | Anteriore | Manuale 6 marce       | 1.374              | 190          | 9"9                 | 4,3                | 114                  | 12/2014-06/2019    |
| 1.6 CDTI 4x4                     | B16DTH | 1598       | Turbodiesel iniezione diretta common rail | 136/ 3500-4000 | 320/2000       | Integrale | Manuale 6 marce       | 1.429              | 187          | 10"3                | 4,7                | 124                  | 12/2014-06/2019    |
| Mokka 1.7 16V CDTI               | A17DTS | 1686       | Turbodiesel iniezione diretta common rail | 130/4000       | 300/ 2000-2500 | Anteriore | Manuale 6 marce       | 1.387              | 187          | 10"5                | 4.5                | 120                  | 06/2012-12/2014    |
| Mokka 1.7 16V CDTI 4x4           | A17DTS | 1686       | Turbodiesel iniezione diretta common rail | 130/4000       | 300/ 2000-2500 | Integrale | Manuale 6 marce       | 1.429              | 184          | 10"9                | 4,9                | 129                  | 06/2012-12/2014    |